# Gustaf Wathier Hamilton
Gustaf Wathier Hamilton, född 5 juli 1783, död 8 december 1835, var en svensk greve, jurist och ämbetsman. Han var son till Adolf Ludvig Hamilton och Eva Kristina de Besche.

## Biografi
Redan vid arton års ålder hade Hamilton absolverat sina juridiska examina i Uppsala och ingick som auskultant i Svea hovrätt. Hans goda komepetens ledde till hastig befordran; han blev 1808 assessor och tillförordnad statssekreterare för Kammarexpeditionen och år 1809 utnämndes till justitieråd. År 1826 blev han landshövding i Linköpings län.
Hamilton visade ett stort intresse för politiska angelägenheter. Han åtnjöt även av adeln förtroendet att inväljas i flera viktiga utskott och fungerade som ordförande i 1830 och 1835 års statsrevisioner.
Hamilton har blivit känd genom sina memoaranteckningar, utgivna 1921 av Gunnar Carlquist under titeln Landshöfdingen Gustaf Wathier Hamilton och hans anteckningar från Karl Johantiden.
Hamilton gifte sig 1810 med friherrinnan Maria Helena von Strokirch, död 1820, och gifte om sig 1821 med sin kusin grevinnan Hedvig Carolina Beata Hamilton (1800–1859). Han blev i första äktenskapet far till Henning Hamilton.